# Fragmente der griechischen Historiker

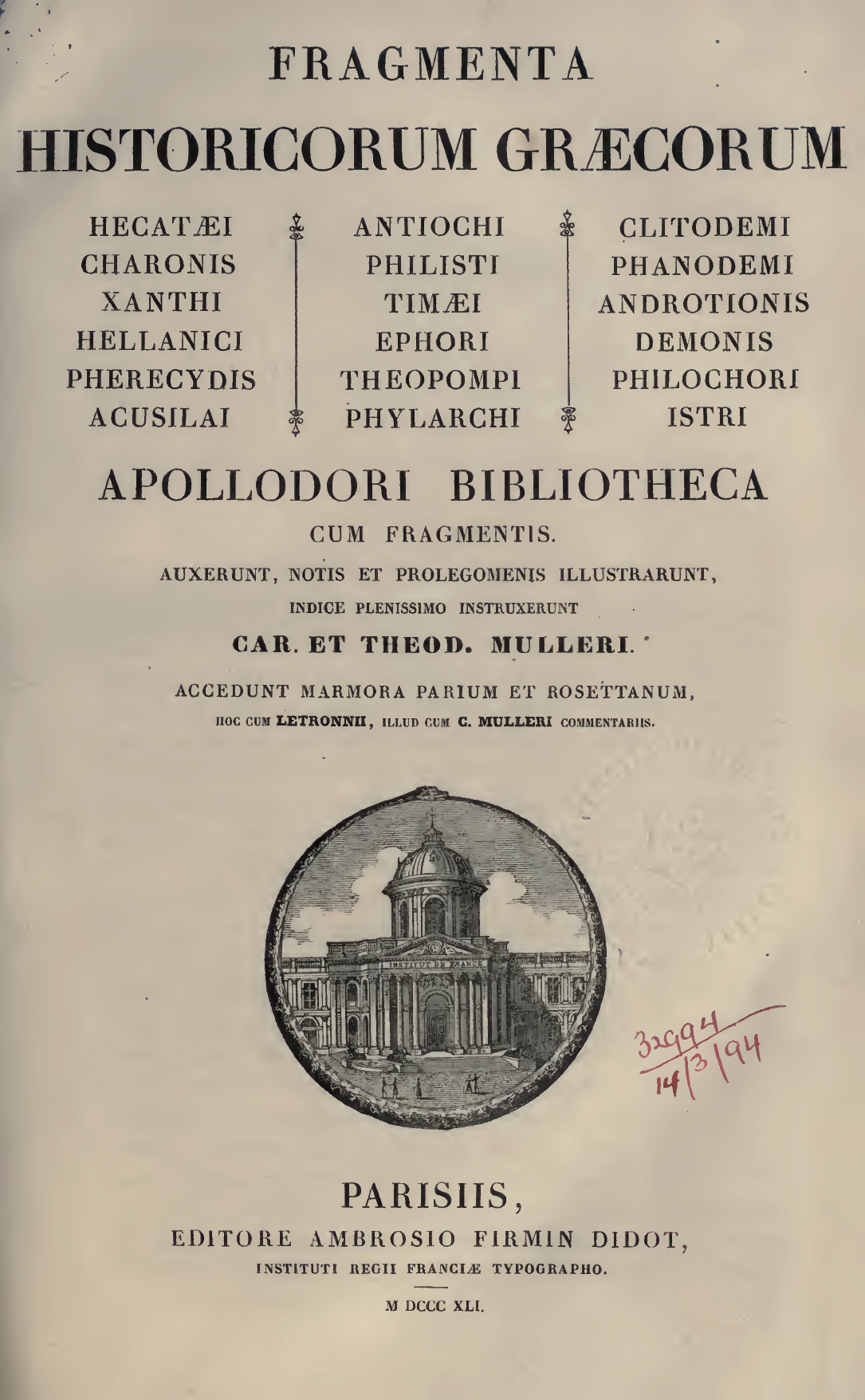
Primeira edição dos "Fragmenta historicorum Graecorum", Vol. 1 - Karl e Theodor Müller - 1841

Os Fragmente der griechischen Historiker (‘Fragmentos dos historiadores gregos’), mais conhecidos sob a abreviatura de FGrH, FGH  ou o Jacoby, são uma coleção de fragmentos de obras de historiadores gregos, reunidos pelo filólogo alemão Felix Jacoby (1876—1959). Foram em grande parte baseados nos ‘‘Fragmenta Historicorum Graecorum’’ de Karl Müller, publicado em 5 tomos entre 1841 e 1870.
Jacoby empreende os FGrH em 1923 para compilar o conjunto dos restos de historiadores gregos atualmente perdidos: citações, fragmentos encontrados, resumes, etc. Estes fragmentos são providos de um aparelho crítico, anotados e comentados brevemente, mas não é fornecida tradução alguma. O ‘‘Jacoby’’ contém mais de 12 000 fragmentos de fontes que chegam até o período bizantino e, em adição aos gregos, também de fontes em outras línguas como o armênio, siríaco e árabe.
Jacoby tinha previsto, inicialmente, um plano em cinco partes. À sua morte, em 1959, apareceram 15 volumes, mas apenas três partes foram acabadas, compreendendo fragmentos de 856 historiadores gregos:
- autores 1-63: mitógrafos e cronistas;
- autores 64-261: historiadores;
- autores 262-856: autobiografias, histórias locais e obras sobre temas não gregos.

A quarta parte devia estar consagrada às biografias e à literatura antiga; a quinta, à geografia histórica. Jacoby não chegou a publicar três seções já redigidas, além do seu comentário ao volume IIIC. Deixou mais de 1200 páginas de notas, que permitiram a uma equipa de estudiosos editarem o volume IV da obra.
O Instituto Arqueológico Alemão (DAI), está financiando a edição, tradução e comentários do volume V, referente a fragmentos de geógrafos gregos antigos
Os FGrH ficam como uma referência iniludível para os investigadores da história grega. Para além disso, permitiram revelar fontes até então desconhecidas, como os atidógrafos.